# Kontodeckung
Unter Kontodeckung (englisch cover of the account) versteht man in der Wirtschaft – insbesondere im Bankwesen – ausreichendes Bankguthaben oder ausreichende Kreditlinien im Falle vorkommender Kontobelastungen.

## Allgemeines
Kontobelastungen sind im Zahlungsverkehr alle Buchungen, durch die auf einem Girokonto der Sollsaldo erhöht oder ein bestehender Habensaldo gemindert oder in einen Sollsaldo verwandelt wird. Dazu gehören Lastschriften (aus Barauszahlung, Überweisung, Electronic Cash, SEPA-Lastschrift), Schecks und Wechsel oder Bankgebühren. Die kontoführende Bank nimmt bei vorkommenden Belastungen eine Disposition vor, durch die geprüft wird, ob für einen Zahlungsauftrag ausreichende Deckung vorliegt oder nicht.

## Deckungsprüfung
Die Kontodeckung ergibt sich aus dem betragsmäßigen Vergleich zwischen der vorzunehmenden Kontobelastung und dem aktuellen Saldo unter Berücksichtigung etwaiger freier Kreditlinien. Kontodeckung liegt vor, wenn der Habensaldo mindestens der Belastung entspricht oder zwischen Habensaldo/Sollsaldo und höherer freier Kreditlinie noch ausreichend Freiraum für die Belastung besteht, ohne dass es zu Überziehungen kommt. Bei Barauszahlungen am Geldautomaten ist zu beachten, dass dieser keine Kontodeckung prüft, denn er kontrolliert lediglich die Identität des Nutzers und die Plausibilität der Nutzerdaten.

## Rechtsfragen
Der Kontoinhaber ist verpflichtet, sein Konto stets so zu führen, dass es jederzeit Belastungen durch entsprechende Kontodeckung aufnehmen kann. Das ergibt sich im Umkehrschluss aus § 675o Abs. 1 BGB, wonach Kreditinstitute berechtigt sind, einen Zahlungsvorgang abzulehnen; das schließt auch die Ablehnung mangels Kontodeckung ein. Das Erfordernis ausreichender Kontodeckung ergibt sich auch aus Ziffer 2.4.1 Abs. 2 SEPA-Basislastschriftverfahren bzw. SEPA-Firmenlastschriftverfahren bei der Einlösung von Lastschriften. Die Führung des Kontos und die ordnungsgemäße Buchung von Last- und Gutschriften fallen auch in den Pflichtenkreis der Bank. Diese trägt die Verantwortung für die Kontoführung und damit grundsätzlich auch das Risiko, dass die Schuld besteht und die Leistung den Anspruch nicht übersteigt. Die Bank hat den Kunden über nicht ausgeführte Daueraufträge wegen mangelnder Kontodeckung zu benachrichtigen. Für die Ablehnung von Zahlungsaufträgen darf keine Bankgebühr erhoben werden.
Wer mit einer Girocard oder beim electronic Cash im „3-Partner-System“ beim Zahlungsempfänger (Händler, Verkäufer) zahlt, nimmt die Zahlungsgarantie des ausstellenden Kreditinstituts gegenüber dem Verkäufer in Anspruch, auch wenn das Konto des Karteninhabers wissentlich keine Deckung aufweist; der Täter kann sich nach § 266b Abs. 1 StGB strafbar machen. Der Gesetzgeber hatte bei der Schaffung dieses Tatbestands den Fall vor Augen, dass der Scheckkarteninhaber unter Verwendung der Karte und unter Ausnutzung der damit verbundenen Garantiefunktion Waren kauft und Dienstleistungen in Anspruch nimmt, obwohl er weiß, dass das Kreditinstitut seine Rechnungen zu bezahlen hat, er aber zur Erstattung nicht in der Lage sein wird. Ein Missbrauch der Scheckkarte liegt vor allem dann vor, „wenn der Täter einen Scheck hingibt, dessen Einlösung zwar von seinem Kreditinstitut garantiert ist, für den auf seinem Konto aber keine Deckung oder kein ausreichender Kredit vorhanden ist“. Seit Januar 2002 gibt es Scheckkarten in dieser Verwendungsart und der damit einhergehenden Garantiefunktion nicht mehr. Sie wurden durch Maestro-Karten (Debitkarten) ersetzt, die teilweise noch das EC-Logo tragen. Die Maestro-Karte ist zwar keine Kreditkarte im Sinne des § 266b StGB, das Verfahren ähnelt jedoch der Bezahlung mit einer solchen, so dass eine Strafbarkeit hier angemessen erscheint. Nach den „Bedingungen für den ec-Service“ zieht das Institut des Verkäufers den Kaufpreis per Lastschrift beim kartenausgebenden Institut ein, wobei eine Rückgabe der Lastschrift wegen Widerspruchs, fehlender Kontodeckung oder aus anderen Gründen im Sinne des Abkommens über den Lastschriftverkehr nicht möglich ist. Der Täter missbraucht die Karte, wenn sich das Kreditinstitut gegenüber seinem Vertragspartner zur Zahlung verpflichtet hat, die Summe aber aufgrund einer mangelnden Deckung des Kontos des Karteninhabers nicht von ihm eingezogen werden kann.

## Folgen
Mangelnde Kontodeckung führt zur Rückgabe vorkommender Zahlungsaufträge durch die kontoführende Bank. Entweder gibt sie Überweisungen und Daueraufträge an den Auftraggeber oder Lastschriften (Rücklastschriften) an die Bank des Zahlungsempfängers zurück. Diese Rückgaben sind vor allem für Zahlungsempfänger, die erwartete Zahlungen nicht erhalten, ein Indikator für die mangelnde Bonität des Zahlungspflichtigen. Erfolgte Rückgaben sind Gegenstand – und Negativmerkmal – einer Bankauskunft. Bloße Rückgaben führen noch nicht zu einem Schufa-Eintrag, sondern erst die Mahnung durch den Zahlungsempfänger. Rückgaben können jedoch vor allem bei Dauerschuldverhältnissen dazu führen, dass die Zahlungsempfänger zur Kündigung berechtigt sind oder die Gegenleistung verweigern (Stromsperre, Versicherungsschutz entfällt).